# Haskell Strait
Koordinaten: 77° 55′ S, 166° 45′ O
Die Haskell Strait ist ein Gezeitenstrom unter dem McMurdo-Schelfeis in der Antarktis. Im Ross-Archipel führt er vom Kap Armitage der Ross-Insel im Nordwesten zum Kap Spencer-Smith von White Island im Südosten und zurück.
Namensgeber ist der Ozeanograph Timothy G. Haskell, führender Wissenschaftler des New Zealand Antarctic Research Programme seit 1978.